# Systropus aurantispinus
Systropus aurantispinus är en tvåvingeart som beskrevs av Neal L. Evenhuis 1982. Systropus aurantispinus ingår i släktet Systropus och familjen svävflugor. Inga underarter finns listade i Catalogue of Life.